# Gare de Belfort
Gare de Belfort – stacja kolejowa w Belfort, w regionie Burgundia-Franche-Comté (departament Territoire-de-Belfort), we Francji. Znajduje się na linii Paryż-Miluza, Dole-Belfort i Belfort-Delle-Biel/Bienne. Znajdują się tu 3 perony.

## Połączenia
- Dijon
- Lyon
- Miluza
- Nancy
- Nicea
- Paris Est
- Paris Lyon
- Portbou
- Strasburg
- Vesoul